# Courbe de Kuznets
La courbe de Kuznets décrit la relation entre le niveau de richesse d'un pays (mesuré en PIB par habitant) et son niveau d'inégalité. Elle s'inspire des travaux de Simon Kuznets parus en 1955 portant sur le développement économique des années 1950.

## Présentation générale

Courbe de Kuznets : niveau d'inégalité en ordonnée, croissance ici exprimée en PIB par habitant en abscisse.

La courbe de Kuznets (en anglais Kuznets curve) représente l'inégalité économique dans un pays en fonction de son niveau de développement, supposé croissant dans le temps. Selon les hypothèses émises par l'auteur, la courbe de Kuznets montre un graphique en U inversé : l'axe des ordonnées représente les inégalités (mesurées par le coefficient de Gini ou par ratios interdéciles) ; l'axe des abscisses représente le développement économique au fil du temps.
Ainsi, selon cette courbe, dans les premiers stades de développement économique, lorsque l'investissement dans le capital infrastructurel et dans le capital naturel est le principal mécanisme de croissance, la croissance est source d'inégalités, en partageant les ressources en faveur de ceux qui épargnent et investissent le plus. Ce phénomène économique est appelé « malédiction de Kuznets ». À l'inverse, dans les économies plus avancées, l'accroissement du capital humain prend la place de l'accroissement du capital physique comme source de la croissance. Les inégalités ralentissent dès lors la croissance économique en limitant le niveau général de l'éducation, parce que tous ne peuvent directement financer leur formation.
Le ratio de Kuznets mesure la proportion du revenu perçu par les 20 % gagnant le plus, divisée par la proportion du revenu perçu par les 20 % les plus pauvres d'une société. Une valeur de 1 signifierait une parfaite égalité.
Kuznets proposait deux raisons pour expliquer ce phénomène historique :
- les travailleurs se sont déplacés de l'agriculture vers l'industrie ;
- les travailleurs ruraux sont devenus urbains[1].

Dans ces deux explications, les inégalités décroissent après que 50 % de la main d'œuvre ont été employés dans un secteur à plus hauts revenus. Les économistes, des économistes classiques jusqu'aux économistes marxistes, ont utilisé les théories du différentiel de qualification et de l'agglomération du capital dans les jeunes économies pour d'autres explications de la courbe de Kuznets.
La théorie du différentiel de qualification suggère que, dans les premières phases du développement économique, une minorité de travailleurs qualifiés accède aux secteurs les plus productifs et mieux rémunérés, tandis que la majorité reste cantonnée dans des emplois à faible productivité, ce qui creuse les inégalités. Avec la démocratisation de l'éducation et l'amélioration de l'accès à la formation, une plus grande partie de la main-d'œuvre acquiert les compétences nécessaires pour rejoindre les secteurs à hauts revenus, réduisant progressivement les écarts salariaux et donc les inégalités économiques.
L'agglomération du capital dans les jeunes économies explique que, dans les premières étapes de l’industrialisation, les investissements en capital physique et humain sont concentrés dans certaines industries et régions spécifiques, entraînant une forte disparité de revenus entre les zones développées et les autres. Avec le temps, la diffusion de l’industrialisation et l’expansion des infrastructures permettent une répartition plus équitable des opportunités économiques, ce qui contribue à une réduction des inégalités,.
Une autre explication de la courbe de Kuznets proposée par Acemoğlu et Robinson est la prévention des troubles sociaux et des révolutions par les élites politiques en faveur de la démocratisation grâce à une redistribution économique et politique.

## Critiques de la courbe de Kuznets
La courbe de Kuznets, apparue dans les années 1950, selon laquelle les inégalités se réduiraient « mécaniquement » avec la croissance économique d'un pays, est aujourd'hui largement discutée tant du point de vue empirique que théorique.

### Critique méthodologique
Kuznets a lui-même mis en garde contre la fiabilité de son hypothèse, en indiquant : « Cet article repose peut-être sur 5 % de données empiriques et 95 pour cent de spéculations, éventuellement teintées d’illusions. »

### Critique théorique
D'un point de vue théorique, Thomas Piketty remet en cause en 2005 la stricte causalité supposée par la courbe de Kuznets entre le niveau de croissance et les inégalités de revenu. On pourrait croire, au vu de cette relation, que l'accroissement dans le temps des inégalités d'un pays est un phénomène « naturel » qui se résout de lui-même dans le temps, de façon endogène. Or Piketty affirme, sur des données françaises et américaines, que la réduction des inégalités n'est pas mécaniquement associée à la croissance du PIB par habitant. Historiquement, elle a surtout été liée à des événements inattendus affectant le capital (guerre, inflation, catastrophes) et par l'impôt (sur le revenu, notamment).
Il est probable que, fondant son intuition dans les années 1950 à un moment où les gains de productivité étaient encore très importants, Kuznets ait succombé à l'optimisme des Trente Glorieuses.
L'enjeu est pourtant de savoir s'il est nécessaire de mettre en place des mécanismes de redistribution (par l'impôt) pour réduire les inégalités de revenus, ou si on peut attendre qu'elles se résorbent d'elles-mêmes avec le développement.

### Invalidation factuelle
Une phase de décroissance des inégalités (correspondant à la phase 2, descendante, de la courbe) a été observée en Europe entre 1880-1920 et les années 1970-1980, et aux États-Unis entre les années 1930 (époque du New Deal) et les années 1970. Toutefois, par la suite, ces inégalités se sont de nouveau accrues, provoquant une inversion de la courbe. Les facteurs identifiés ayant conduit à ces deux phases (resserrement des écarts de revenus puis accroissement des inégalités) sont les suivants :
- décroissance des inégalités :
  - effet des idées démocratiques, caractérisé, en France, par le principe d'égalité théorique entre citoyens affirmé lors de la Révolution française,
  - effets du syndicalisme et de l'adoption de lois sociales,
  - création d'impôts progressifs,
  - affaiblissement des revenus de l'épargne en raison de politiques fiscales et d'un rendement réel net défalqué de l'inflation en baisse,
  - régulation fordiste transformant une partie des gains de productivité en gains salariaux ;
- accroissement des inégalités :
  - politiques fiscales (diminution de la tranche marginale d'imposition passée aux États-Unis de 70 % à 50 % en 1982, qui coïncide avec l'accélération de ces inégalités ; thatchérisme en Grande-Bretagne, qui coïncide également avec le renversement de la courbe au milieu des années 1985),
  - politiques salariales (abandon de l'indexation des salaires sur le coût de la vie dans de nombreuses entreprises américaines au milieu des années 1970, politique de rigueur salariale en France dans les années 1983-1984),
  - hausse des revenus du capital liée aux politiques monétaires[9].

Pour les seuls revenus du travail, l'inversion de la courbe est plus marquée au Royaume-Uni et aux États-Unis (l'indice de Gini passant à la fin des années 1990 de 0,27 à 0,38 pour le premier, et augmentant pour le second dans des proportions comparables à 0,44). L'Allemagne à la même période affiche un ratio de 2,3 entre les 10 % des salariés les moins payés et les 10 % les plus payés. À ces écarts salariaux s'ajoute un accroissement des revenus du patrimoine  encore plus marqué.

## Réinterprétations

### Vagues de Kuznets
Si la courbe de Kuznets en elle-même a été largement critiquée, l'économiste Branko Milanović a tenté de théoriser une réinterprétation de son modèle à travers le concept des vagues de Kuznets (Kuznets Waves), en tentant de la concilier avec le modèle de courbes en U proposé par Piketty. Cette approche suggère que l'évolution des inégalités ne suit pas une seule transition unique du rural à l’urbain, mais plutôt des cycles successifs d’augmentation et de réduction des inégalités, déclenchés par des révolutions technologiques, des évolutions politiques et des dynamiques de mondialisation. Milanović explique que l’inégalité a suivi des cycles récurrents dans l’histoire économique : la première vague s’est déroulée de la révolution industrielle au XXe siècle, la deuxième a commencé dans les années 1980 avec la mondialisation et les nouvelles technologies.
Cette interprétation rejoint les réflexions de Philippe Aghion, qui souligne que Kuznets avait raison de lier inégalités et transition économique, mais qu’il a sous-estimé la récurrence de ce phénomène : chaque révolution technologique entraîne un nouveau cycle d’inégalités avant d’être atténuée par des forces économiques et politiques. 
Ainsi, une vision vision cyclique des inégalités réhabiliterait en partie le raisonnement de Kuznets, en l’adaptant aux transformations économiques du XXIe siècle,. 

### Courbe environnementale de Kuznets
La courbe environnementale de Kuznets est une variante de la courbe de Kuznets, qui décrit la relation entre la croissance économique d'une juridiction et la dégradation de ses ressources naturelles et de son environnement. Elle est représentée par une courbe en forme de U inversé.

#### Origine

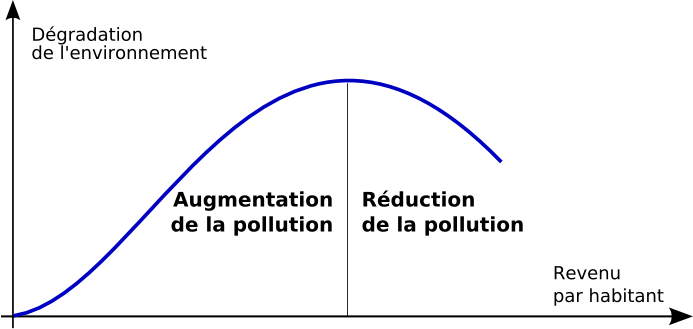
Courbe environnementale de Kuznets.

Selon Grossman et Krueger (1994), la courbe de Kuznets peut être observée dans le domaine de l'environnement.
Cette courbe, malgré son nom, ne provient pas des travaux de Simon Kuznets. Elle décrit l'hypothèse que beaucoup d'indicateurs de santé environnementale comme la qualité de l'eau, la qualité de l'air, la qualité des sols, ou plus largement le bon état écologique montreraient une courbe en U inversé en trois phases :
1. Phase initiale de développement économique : le revenu moyen par habitant est faible et le système économique se soucie peu de l'environnement et de la hausse de la pollution, qui vont de pair avec une industrialisation rapide ;  la dégradation de l’environnement augmente avec la croissance économique ;
2. Point de bascule : à un certain niveau de revenu par habitant (souvent estimé entre 4 000 et 5 000 dollars américains), la tendance commencerait à s’inverser : les sociétés ont plus conscience des problèmes environnementaux et commenceraient à investir dans des technologies plus propres et des réglementations environnementales : la tendance se stabilise puis  s'inverse ;
3. Phase de développement avancé : à des niveaux de revenu plus élevés et avec des citoyens conscientisés, la dégradation de l’environnement est supposée diminuer, même si l’économie continue à croître. Les économies riches pourraient se permettre d’investir davantage dans la restauration, la gestion et la protection de l’environnement, et dans des technologies plus soutenables. La société aurait alors les moyens et la volonté de réduire la dégradation de l'environnement, tandis que son PIB tend à diminuer.

#### Validité empirique
Selon une étude d'André Meunié (université Bordeaux IV, 2004), « non seulement cette courbe n'est décelée que pour quelques polluants aux effets localisés, mais même dans ce cas, de nombreuses critiques méthodologiques fragilisent [sa] portée ». Cette relation se révèle vraie pour certains polluants localisés (comme le dioxyde de soufre ou le dioxyde d'azote), mais on dispose de moins de preuves pour d'autres polluants aux effets plus globaux sur l'environnement. Une méta-analyse de 2011 reprend 878 observations tirées de 103 études empiriques sur la courbe environnementale de Kuznets. Les résultats économétriques indiquent que le type d'indicateur de la qualité de l'environnement affecte de manière significative la présence d'une relation « en U inversé » et la valeur prévue du « point d’inflexion » du revenu. Les résultats indiquent la présence d'une relation de type EKC pour la dégradation du paysage, la pollution de l'eau, les déchets agricoles, les déchets municipaux et plusieurs mesures de pollution de l'air. Toutefois, dans le cas très visible du CO2, la valeur prévue du point d’inflexion du revenu correspondant est à la fois extrêmement grande en termes relatifs (environ 10 fois le PIB mondial par habitant en 2007, parité de pouvoir d’achat), bien en dehors de la fourchette observée des données, et nettement au-dessus de tous les scénarios de croissance des revenus (par exemple, GIEC, 2000) pour le XXIe siècle qui gardent le CO2 à des niveaux acceptables (par exemple, 354 ppm en 1990).
Un rapport du Bureau européen de l'environnement publié en 2019 passe en revue trois méta-analyses — Li et al., 2007 ; Koirala et al., 2011 (citée dans le paragraphe ci-dessus) et Mardani et al., 2019 — qui concluent à l'absence de preuve de courbe environnementale de Kuznets — et de découplage absolu avec le PIB — s'agissant des émissions de CO2. Ainsi, la littérature de la courbe environnementale de Kuznets ne fournit aucune base permettant de prédire qu’une croissance économique continue conduira à une réduction significative des émissions de CO2.
Par exemple, la consommation d'énergie, l'occupation et l'exploitation des sols ou des mers et l'usage des ressources naturelles (mesurés via l'empreinte écologique) ne diminuent pas avec l'augmentation du revenu. Alors que le ratio énergie par PIB net baisse, l'énergie consommée totale continue d'augmenter dans la plupart des pays développés. De plus, beaucoup de services écosystémiques, comme la fourniture et la régulation de l'eau douce, la fertilité des sols et de la pêche continue de décroître dans les pays développés, y compris les plus riches.
Enfin, ce modèle ne tient pas compte du caractère global et de l'interdépendance des écosystèmes : d'un point de vue environnemental, il est fallacieux de déclarer une baisse de la pollution dans un pays si celle-ci n'est qu'exportée au-delà des frontières géographiques des données recueillies, par exemple en sous-traitant, pour des biens assemblés en France, la fabrication de composés toxiques en Chine. Ainsi, lorsque des découplages absolus sont établis, dans certains pays, entre émissions de CO2 territoriales et PIB, ils disparaissent ou sont très amoindris en remplaçant l'indicateur des émissions de CO2 territoriales (qui ne tient pas compte du commerce extérieur) par celui de l'empreinte carbone (qui inclut les émissions importées et exclut celles exportées),.
En général, les courbes de Kuznets peuvent être mises en évidence dans quelques données concernant certains questions environnementales locales (comme la pollution de l'air) mais ce n'est pas le cas d'autres (comme le renouvellement des sols ou la biodiversité). En outre, les conséquences du changement climatique telles que la disparition d'espèces et la perte de biodiversité sont irréversibles.